# Радован (комуна)
Радован (рум. Radovan) — комуна у повіті Долж в Румунії. До складу комуни входять такі села (дані про населення за 2002 рік):
- Радован (1031 особа)
- Тирнава (279 осіб)
- Финтинеле (187 осіб)

Комуна розташована на відстані 200 км на захід від Бухареста, 24 км на південний захід від Крайови.

## Населення
За даними перепису населення 2002 року у комуні проживали 3283 особи.
Національний склад населення комуни:
| Національність | Кількість осіб | Відсоток |
| -------------- | -------------- | -------- |
| румуни         | 3025           | 92,1%    |
| цигани         | 254            | 7,7%     |
| угорці         | 3              | 0,1%     |

Рідною мовою назвали:
| Мова      | Кількість осіб | Відсоток |
| --------- | -------------- | -------- |
| румунська | 3119           | 95,0%    |
| циганська | 161            | 4,9%     |
| угорська  | 3              | 0,1%     |

Склад населення комуни за віросповіданням:
| Релігія       | Кількість осіб | Відсоток |
| ------------- | -------------- | -------- |
| православні   | 3186           | 97,0%    |
| адвентисти    | 56             | 1,7%     |
| п'ятдесятники | 25             | 0,8%     |
| бретрени      | 13             | 0,4%     |
| римо-католики | 3              | 0,1%     |